# Pruni, Ilfov
Pruni este o localitate componentă a orașului Măgurele din județul Ilfov, Muntenia, România.

 Acest articol despre o localitate din județul Ilfov este deocamdată un ciot. Puteți ajuta Wikipedia prin completarea lui.